# Eremochelis imperialis
Espèce
Synonymes
- Therobates imperialis Muma, 1951
- Therobates attritus Muma, 1963

Eremochelis imperialis est une espèce de solifuges de la famille des Eremobatidae.

## Distribution
Cette espèce se rencontre aux États-Unis en Californie, au Nevada et en Arizona et au Mexique au Sonora,.

## Description
Le mâle holotype mesure 21,0 mm.

## Étymologie
Son nom d'espèce lui a été donné en référence au lieu de sa découverte, le comté d'Imperial.

## Publication originale
- Muma, 1951 : The Arachnid order Solpugida in the United States. Bulletin of the American Museum of Natural History, no 97, p. 31-141 (texte intégral).